# Charaxes pollussa
Charaxes pollussa är en fjärilsart som beskrevs av Jacob Hübner 1819. Charaxes pollussa ingår i släktet Charaxes och familjen praktfjärilar. Inga underarter finns listade i Catalogue of Life.